# Escolca
Escolca est une commune italienne de moins de 1 000 habitants située dans la province du Sud-Sardaigne, dans la région Sardaigne.

## Administration
| Période                                  | Période  | Identité    | Étiquette | Qualité |
| ---------------------------------------- | -------- | ----------- | --------- | ------- |
| 2010                                     | En cours | Eugenio Lai | SE        |         |
| Les données manquantes sont à compléter. |          |             |           |         |

### Hameaux
San Simone

### Communes limitrophes
Barumini, Gergei, Gesico, Mandas, Serri, Villanovafranca

### Évolution démographique
Habitants recensés